# Kinosternon angustipons
Kinosternon angustipons là một loài rùa trong họ Kinosternidae. Loài này được Legler mô tả khoa học đầu tiên năm 1965.

## Hình ảnh

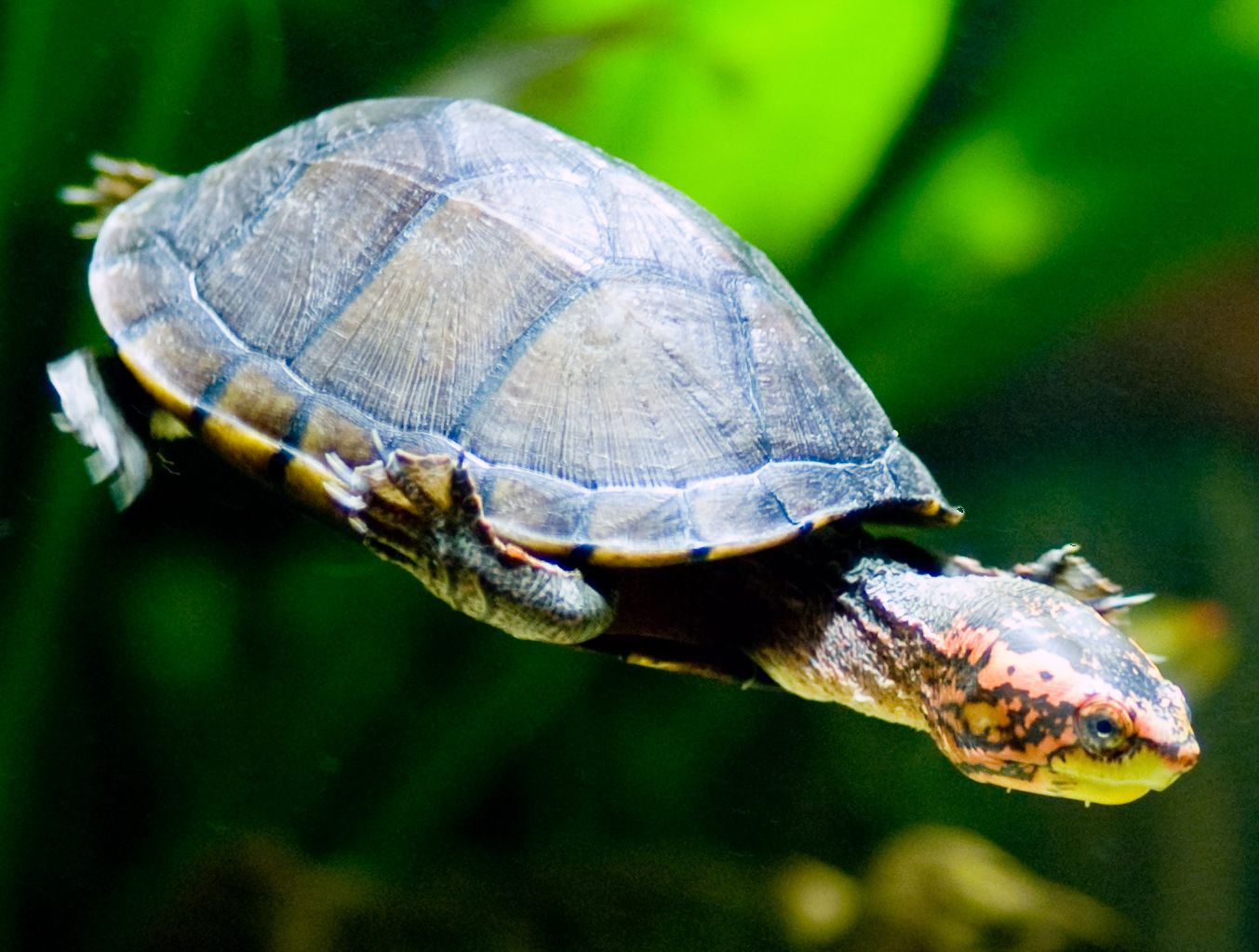